# Marietta (hrabstwo Adair)
Marietta – jednostka osadnicza w Stanach Zjednoczonych, w stanie Oklahoma, w hrabstwie Adair.